# Gonatobotrys africana
Gonatobotrys africana är en svampart som beskrevs av Saccas 1954. Gonatobotrys africana ingår i släktet Gonatobotrys och familjen Ceratostomataceae.   Inga underarter finns listade i Catalogue of Life.